# Escola Secundária Gil Vicente
A Escola Secundária Gil Vicente, anteriormente conhecida como Liceu Gil Vicente, é a principal instituição do Agrupamento de Escolas Gil Vicente. A escola acolhe aproximadamente 1200 estudantes, dos quais cerca de 30% são alunos oriundos de outros países.
Fundada em 20 de novembro de 1914 como a secção de São Vicente no Liceu Central de Passos Manuel, transformou-se em 1915 no Liceu Central denominado Gil Vicente. Desde 1949, a escola está localizada na Rua da Verónica, no bairro da Graça, entre Alfama e o Castelo.
Atualmente sob a direção da professora Adriana Guerreiro, o agrupamento escolar inclui a Escola EB23/ES Gil Vicente, a Escola Básica e o Jardim de Infância de Santa Clara, bem como a Escola Básica e o Jardim de Infância do Castelo.

## História
A origem remonta à Secção de São Vicente do Liceu Central de Passos Manuel, criada para atender ao excesso de alunos nas escolas da capital. Em 1914, o governo português estabeleceu a capacidade máxima dos liceus centrais de Lisboa em 2400 estudantes. Para acomodar os alunos que excediam esse número, e após realizadas reformas no antigo paço patriarcal, as aulas começaram em 20 de novembro de 1914 com 241 estudantes distribuídos por três turmas.

### O Liceu Gil Vicente
Em 1915, foi estabelecido um Liceu Central chamado Gil Vicente, inicialmente exclusivo para alunos do sexo masculino. No entanto, já no ano letivo seguinte, ocorreram as primeiras matrículas de alunas do sexo feminino.
O liceu adotou, em 1917, uma abordagem pedagógica que enfatizava a prática no ensino. Mais tarde, em 1926, o número de anos de estudo foi reduzido de sete para seis. Os primeiros cinco anos foram designados como Curso Geral, e os Cursos de Letras e de Ciências, cada um com duração de um ano, passaram a ser cursos preparatórios para o Ensino Superior, sem necessidade de exame final.
Durante o ano letivo de 1929/1930, o Governo português implementou a separação de sexos nas escolas, ordenando que os registos das alunas fossem transferidos para o Liceu Maria Amália Vaz de Carvalho. Ao mesmo tempo, estabeleceram-se as zonas de influência pedagógica, com o Gil Vicente responsável por toda a zona oriental de Lisboa.
Ao longo dos tempos, a escola consolidou-se como um dos estabelecimentos de ensino mais prestigiados de Lisboa, com a sua reputação a ser construída através da atuação dos reitores e do corpo docente. No final da década de 1930, já durante o Estado Novo, a Educação Moral e Cívica foi introduzida como disciplina obrigatória.
O ano letivo de 1949/1950 começou nas novas instalações localizadas na Rua da Verónica, no bairro da Graça, num terreno que fazia parte do Mosteiro de São Vicente de Fora e incluía uma seção das antigas muralhas Fernandinas de Lisboa. O projeto das instalações foi idealizado pelo arquiteto José Costa e Silva, com a inauguração a ocorrer em janeiro de 1949.
No dia 14 de fevereiro de 1958, panfletos de propaganda monárquica foram descobertos numa das casas de banho da escola. A reitoria do liceu encaminhou esse material para o Ministro da Educação Nacional, que posteriormente o arquivou no Arquivo Salazar da Biblioteca Nacional. 
O aumento na população escolar a partir do ano letivo de 1959/1960, em grande parte devido ao começo da desertificação do interior do país, levou à conversão de espaços originalmente destinados para outras funções em salas de aula. Além disso, o curso noturno foi reintroduzido dez anos mais tarde, no ano letivo de 1970/1971, no âmbito da Reforma Veiga Simão.
Ao longo da década de 1960, sob a liderança de Maurício do Vale e do Padre José Alcobia, estudantes e professores do liceu organizaram seis tradicionais garraiadas, completas com um grupo de forcados amadores. O destaque dessas festividades foi a garraiada de 27 de fevereiro de 1966, realizada na Praça de Touros do Campo Pequeno.
Entre os professores notáveis que lecionaram na escola, destacam-se Leonardo Coimbra, Francisco Newton de Macedo, Urbano Canuto Soares, Francisco de Paula Leite Pinto, Delfim Santos, José Hermano Saraiva ou Mário Soares - que mais tarde, em 1991, visita a escola enquanto Presidente da República Portuguesa -, entre muitos outros.
Nos últimos anos do regime político ditatorial, autoritário, autocrata e corporativista do Estado Novo, os pátios do Liceu Gil Vicente foram locais de reuniões clandestinas. "Nessas reuniões podíamos ouvir música dos Pink Floyd, da Janis Joplin, do Zeca Afonso, do Paco Ibañez", relembrou Jaime Pinho, um resistente antifascista, em declarações ao Esquerda.net.

### A Escola Secundária Gil Vicente
Após a Revolução do 25 de Abril, a escola voltou a aceitar estudantes de ambos os sexos. No ano letivo de 1976/1977, dois anos depois do golpe de Estado, aproximadamente 410 alunas foram matriculadas.
Nos últimos anos, os cursos noturnos foram encerrados, mas houve um aumento no compromisso da comunidade educativa em manter e revitalizar as atividades escolares, tanto curriculares quanto extracurriculares, com uma abordagem aberta à comunidade. As instalações da escola passaram por uma remodelação em 2007/2008, realizada no âmbito do programa Parque Escolar, sob a administração do governo do Partido Socialista, liderado por José Sócrates. O projeto de reforma e expansão foi conduzido pela CCG Arquitectos.
Em 2013, Eliz Beckett e António Jorge Dias de Oliveira lançaram o livro "Na Rua da Verónica - Memórias do Liceu Gil Vicente em Lisboa", publicado pela Chiado Editora e registado com o ISBN 978-98951-009-8-9.
Desde 2021, a atriz portuguesa Sofia Duarte Silva ministra cursos e oficinas de teatro nas instalações da escola.
Em parceria com o projeto Renovar a Mouraria, a escola iniciou em 2023 um projeto de plantação de 400 árvores num terreno baldio de aproximadamente um hectare dentro das suas instalações.
No início do ano letivo de 2023/2024, após uma discussão democrática com participação dos pais e da comunidade escolar, a direção da Escola Gil Vicente decidiu proibir o uso de telemóveis em todas as áreas da escola.
Em março de 2024, o artista urbano português OzeArv criou o mural "A Alegria de um Caos Constante" numa das paredes externas da escola. Esta obra visa transmitir uma mensagem de empoderamento tanto individual quanto coletivo.

## Patrono

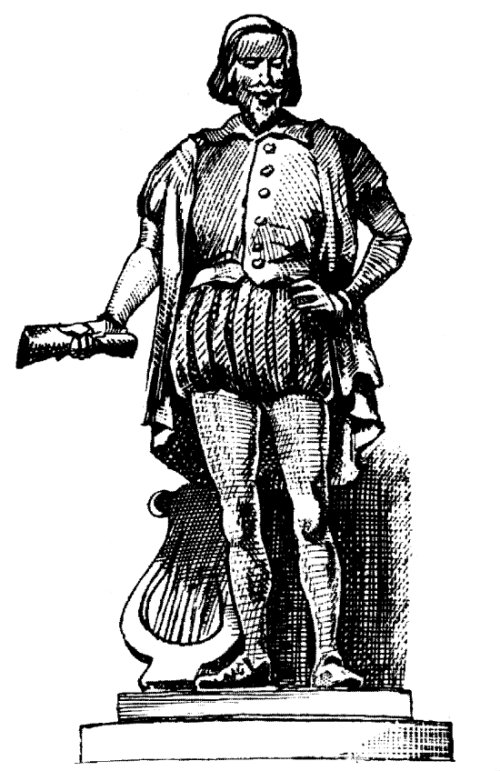
Gil Vicente

Gil Vicente (c. 1465 – c. 1536) é reconhecido como o primeiro grande dramaturgo português e também um poeta renomado. Multifacetado no mundo do teatro, atuou não só como escritor, mas também como músico, ator e encenador. Considerado o pai do teatro português e, de certa forma, do teatro ibérico, Gil Vicente escreveu obras tanto em português quanto em castelhano, sendo também uma figura seminal na dramaturgia espanhola, ao lado de Juan del Encina.

## Antigos alunos
Passaram pelas carteiras da Gil Vicente diversos nomes da sociedade civil, política e da cultura portuguesa de onde se destacam:
- José Saramago[15]
- António José Saraiva[16]
- Vitorino Magalhães Godinho[17]
- Rómulo de Carvalho,[18] também conhecido como António Gedeão
- José-Augusto França[19]
- Gustavo Soromenho[20]
- Orlando Lopes[21], ex-médico do Instituto Português de Oncologia de Lisboa Francisco Gentil
- José Pinto Peixoto[22]
- Humberto Sotto Mayor[23], poeta
- Manuel Mendes[24]
- Mário Cesariny[25]
- Maurício do Vale[26], antigo dirigente do Sporting CP
- Manuel Mozos[27]
- Óscar de Lemos[28]
- Carlos Baptista Mendes[29], argumentista, desenhador e ilustrador
- Maria Rueff[30]
- Sérgio Sousa Pinto[31]
- Gonçalo Lobo Pinheiro[32]
- Susana Mendes[33]
- Vítor Ramos[34], professor, ensaísta, tradutor
- Carlos Madeira Cacho[35]
- Ricardo Salomão[36], investigador e professor universitário
- Mário Dionísio[37]
- João dos Santos[38]
- Rodrigo Pizarro[39], coronel do exército e Capitão de Abril
- Manuel Cabeçadas Ataíde Ferreira[40], advogado
- Fernando de Pádua[41]
- Ildefonso Octávio Severino Garcia[42], presidente do Centro Cultural 25 de Abril em São Paulo, no Brasil
- António Damião[43], escritor e realizador
- Orlando Neves[44]
- Virgílio de Portugal-Araújo[45], biólogo, especialista em apicultura
- Francisco van Zeller[46]